# Ближняя Кубасова
Ближняя Кубасова — деревня в Шатровском районе Курганской области. Входит в состав Мехонского сельсовета.

## История
До 1917 года в составе Мехонской волости Шадринского уезда Пермской губернии. По данным на 1926 год состояла из 104 хозяйств. В административном отношении входила в состав Мехонского сельсовета Мехонского района Шадринского округа Уральской области.

## Население
| 1989 | 2002 | 2010 |
| ---- | ---- | ---- |
| 162  | ↘136 | ↘98  |

По данным переписи 1926 года в деревне проживало 486 человек (209 мужчин и 277 женщин), в том числе: русские составляли 100 % населения.